# Grande Migração Afro-americana
A Grande Migração (Great Migration), às vezes referida como  Grande Migração para o Norte (Great Northward Migration) ou a Migração Negra (Black Migration), foi o movimento de 6 milhões de afro-americanos do sul dos Estados Unidos, rural, ao Nordeste, Centro-Oeste e Oeste urbanos, que ocorreu entre 1916 e 1970. Foi causado principalmente pelas más condições econômicas, bem como pela segregação racial e discriminação prevalentes nos estados do sul, onde as leis Jim Crow foram mantidas.
Desde as primeiras estatísticas populacionais dos Estados Unidos em 1780 até 1910, mais de 90% da população afro-americana vivia no sul dos Estados Unidos. No final da Grande Migração, pouco mais da metade da população afro-americana vivia no Sul, enquanto um pouco menos da metade vivia no Norte e no Oeste. Além disso, a população afro-americana tornou-se altamente urbanizada. Em 1900, apenas um quinto dos afro-americanos do Sul vivia em áreas urbanas. Em 1960, metade dos afro-americanos do Sul vivia em áreas urbanas  e, em 1970, mais de 80% dos afro-americanos viviam em cidades. Em 1991, Nicholas Lemann escreveu:

A Grande Migração foi um dos maiores e mais rápidos movimentos internos em massa da história - talvez o maior não causado pela ameaça imediata de execução ou fome. Em números absolutos, supera a migração de qualquer outro grupo étnico - italianos ou irlandeses ou judeus ou poloneses - para os Estados Unidos. Para os negros, a migração significou deixar o que sempre foi sua base econômica e social na América e encontrar uma nova.
Alguns historiadores diferenciam entre uma primeira Grande Migração (1916–40), que viu cerca de 1,6 milhão de pessoas se mudarem de áreas principalmente rurais no sul para cidades industriais do norte, e uma segunda grande migração (1940–70), que começou após a Grande Depressão e trouxe pelo menos 5 milhões de pessoas - incluindo muitos habitantes da cidade com habilidades urbanas - para o Norte e Oeste.
Desde o Movimento pelos Direitos Civis, a tendência se inverteu, com mais afro-americanos se mudando para o Sul - embora muito mais lentamente. Apelidada de a Nova Grande Migração, essas mudanças foram geralmente estimuladas pelas dificuldades econômicas das cidades no Nordeste e Centro - Oeste dos Estados Unidos, crescimento de empregos no " Novo Sul " e seu menor custo de vida, laços familiares e de parentesco e melhores relações raciais.

## Causas

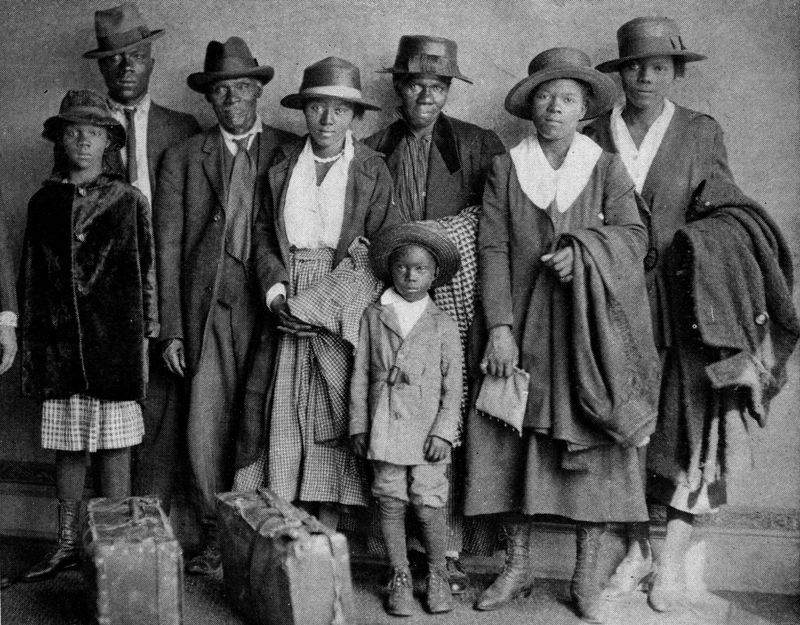
A família Arthur chegou ao Polk Street Depot em Chicago em 30 de agosto de 1920, durante a Grande Migração.

Os principais fatores para a migração entre os afro-americanos do sul foram a segregação, um aumento na disseminação da ideologia racista, o linchamento generalizado (quase 3.500 afro-americanos foram linchados entre 1882 e 1968),  e falta de oportunidades sociais e econômicas no sul. Também houve fatores que puxaram os migrantes para o norte, como a escassez de mão-de-obra nas fábricas do norte causada pela Primeira Guerra Mundial, resultando em milhares de empregos em siderúrgicas, ferrovias, frigoríficos e na indústria automobilística. A atração de empregos no norte foi reforçada pelos esforços dos agentes trabalhistas enviados por empresários do norte para recrutar trabalhadores sulistas.  As empresas do norte ofereceram incentivos especiais para encorajar os trabalhadores negros a se mudarem, incluindo transporte gratuito e moradia de baixo custo.
Durante a Primeira Guerra Mundial, houve um declínio de imigrantes europeus, o que fez com que as fábricas do Norte sentissem o impacto de uma baixa oferta de trabalhadores. Cerca de 1,2 milhão de imigrantes europeus chegaram em 1914, enquanto apenas 300.000 chegaram no ano seguinte. O alistamento de trabalhadores nas forças armadas também afetou a oferta de trabalho. Isso criou uma oportunidade de guerra no Norte para os afro-americanos, à medida que a indústria do Norte buscava uma nova oferta de mão-de-obra no sul. Havia muitas vantagens para os empregos do Norte em comparação com os empregos do Sul, incluindo salários que poderiam ser o dobro ou mais. A colheita compartilhada, a depressão agrícola, a infestação generalizada do bicudo-do-algodoeiro e as inundações também proporcionaram motivos para que os afro-americanos se mudassem para as cidades do norte. A falta de oportunidades sociais das leis Jim Crow também motivou os afro-americanos a migrar para o norte.

## Primeira Grande Migração (1910-1940)
Quando a Proclamação de Emancipação foi assinada em 1863, menos de 8% da população afro-americana vivia no Nordeste ou Centro-Oeste dos Estados Unidos. Isso começou a mudar na década seguinte; em 1880, a migração estava em andamento para o Kansas. O Senado dos EUA ordenou uma investigação a respeito. Em 1900, cerca de 90% dos negros ainda viviam nos estados do sul.
Entre 1910 e 1930, a população afro-americana aumentou cerca de quarenta por cento nos estados do Norte como resultado da migração, principalmente nas grandes cidades. As cidades de Filadélfia, Detroit, Chicago, Cleveland, Baltimore e Nova York tiveram alguns dos maiores aumentos no início do século XX. Dezenas de milhares de negros foram recrutados para empregos industriais, como cargos relacionados à expansão da Pennsylvania Railroad. Como as mudanças se concentraram nas cidades, que também atraíram milhões de novos ou recentes imigrantes europeus, as tensões aumentaram à medida que as pessoas competiam por empregos e moradias escassas. As tensões eram frequentemente mais severas entre os irlandeses étnicos, defendendo suas posições e territórios recentemente conquistados, e os imigrantes e negros recentes. 

### Tensões e violência
Com a migração de afro-americanos para o norte e a mistura de trabalhadores brancos e negros nas fábricas, a tensão estava aumentando, em grande parte impulsionada pelos trabalhadores brancos. A AFL (American Federation of Labor- Federação Americana do Trabalho), defendeu a separação entre brancos e afro-americanos no local de trabalho. Houve protestos não violentos, como greves em protesto por afro-americanos e brancos trabalharem juntos. À medida que a tensão aumentava devido à defesa da segregação no local de trabalho, a violência logo explodiu. O motim de East St Louis, Illinois, conhecido como um dos mais sangrentos distúrbios trabalhistas, teve entre 40-200 mortos e mais de 6.000 afro-americanos deslocados de suas casas. A NAACP, Associação Nacional para o Avanço das Pessoas de Cor, respondeu à violência com uma marcha conhecida como Marcha do Silêncio . Mais de 10.000 homens e mulheres afro-americanos fizeram manifestações no Harlem, em Nova York. Os conflitos continuaram após a 1ª Guerra Mundial, conforme os afro-americanos continuaram a enfrentar conflitos e tensões enquanto o ativismo trabalhista afro-americano prosseguia.
No final do verão e no outono de 1919, as tensões raciais tornaram-se violentas e passaram a ser conhecidas como o Verão Vermelho (Red Summer). Esse período de tempo foi definido pela violência e tumultos prolongados entre negros e brancos nas principais cidades dos Estados Unidos. Os motivos dessa violência variam. As cidades afetadas pela violência incluem Washington DC, Chicago, Omaha, Knoxville, Tennessee e Elaine, Arkansas, uma pequena cidade rural a 70 mi (110 km) sudoeste de Memphis.
As revoltas raciais atingiram o pico em Chicago, pois a maior parte da violência e morte ocorreram durante as revoltas.. Os autores de The Negro in Chicago; a study of race relations and a race riot,, um relatório oficial de 1922 sobre as relações raciais em Chicago, chegou à conclusão de que havia muitos fatores que levaram às explosões violentas em Chicago. Principalmente, muitos negros estavam assumindo os empregos de homens brancos que foram lutar na Primeira Guerra Mundial. Quando a guerra terminou em 1918, muitos homens voltaram para casa ao descobrir que seus empregos haviam sido ocupados por negros dispostos a trabalhar por muito menos. Quando os distúrbios e a violência diminuíram em Chicago, 38 pessoas perderam a vida, com 500 feridos. Além disso, $ 250.000 em propriedades foram destruídas e mais de mil pessoas ficaram desabrigadas. Em outras cidades do país, muitas outras foram afetadas pela violência do Verão Vermelho . O Verão Vermelho esclareceu muitos sobre a crescente tensão racial na América. A violência nessas grandes cidades antecedeu o Renascimento do Harlem, uma revolução cultural afro-americana, na década de 1920.  A violência racial reapareceu em Chicago na década de 1940 e em Detroit, bem como em outras cidades do Nordeste, à medida que aumentavam as tensões raciais sobre moradia e discriminação no emprego.

### Migração contínua
James Gregory calcula os volumes de migração década a década em seu livro The Southern Diaspora. A migração negra aumentou a partir do início do novo século, com 204.000 emigrando na primeira década. O ritmo se acelerou com a eclosão da Primeira Guerra Mundial e continuou ao longo da década de 1920. Em 1930, havia 1,3 milhão de ex-sulistas vivendo em outras regiões.
A Grande Depressão acabou com as oportunidades de emprego no cinturão industrial do norte, especialmente para os afro-americanos, e causou uma redução acentuada na migração. Nas décadas de 1930 e 1940, o aumento da mecanização da agricultura virtualmente acabou com a instituição da parceria que existia desde a Guerra Civil nos Estados Unidos, fazendo com que muitos agricultores negros sem terra fossem expulsos de suas terras.
Como resultado, aproximadamente 1,4 milhão de sulistas negros se mudaram para o norte ou oeste na década de 1940, seguidos por 1,1 milhão na década de 1950 e outros 2,4 milhões de pessoas na década de 1960 e início dos anos 1970. No final dos anos 1970, com a desindustrialização e a crise do Cinturão de Ferrugem, a Grande Migração chegou ao fim. Mas, refletindo as mudanças econômicas, bem como o fim das leis Jim Crow, na década de 1960, e também a melhoria das relações inter-raciais no Sul, na década de 1980 e no início da década de 1990, mais negros americanos estavam indo para o Sul do que deixando aquela região.
Afro-americanos emigraram dos 14 estados do Sul, especialmente do Alabama, Mississippi, Louisiana, Texas e Geórgia.

## Segunda Grande Migração (meados dos anos 1940-1970)
A Grande Depressão da década de 1930 resultou na redução da migração devido à diminuição das oportunidades. Com o aumento da defesa para a Segunda Guerra Mundial e com a prosperidade econômica do pós-guerra, a migração foi revivida, com um número maior de negros deixando o Sul ao longo dos anos 1960.

## Padrões de migração
As grandes cidades foram os principais destinos dos sulistas nas duas fases da Grande Migração. Na primeira fase, oito grandes cidades atraíram dois terços dos migrantes: Nova York e Chicago, seguidas em ordem por Filadélfia, St. Louis, Denver, Detroit, Pittsburgh e Indianápolis. A segunda grande migração negra aumentou as populações dessas cidades ao mesmo tempo em que acrescentou outras como destinos, incluindo os estados do Oeste. Cidades ocidentais como Los Angeles, São Francisco, Oakland, Phoenix, Seattle e Portland atraíram afro-americanos em grande número.
Havia padrões migratórios claros que ligavam determinados estados e cidades do Sul aos destinos correspondentes no Norte e no Oeste. Quase metade dos que migraram do Mississippi durante a primeira Grande Migração, por exemplo, acabou em Chicago, enquanto os da Virgínia tenderam a se mudar para a Filadélfia . Na maior parte, esses padrões estavam relacionados à geografia, com as cidades mais próximas atraindo a maioria dos migrantes (como Los Angeles e San Francisco recebendo um número desproporcional de migrantes do Texas e da Louisiana). Quando vários destinos eram equidistantes, a migração em cadeia desempenhava um papel mais importante, com os migrantes seguindo o caminho estabelecido por aqueles que os antecederam.
Os afro-americanos do Sul também migram para as cidades industrializadas do Sul, além de para o Norte e o Oeste, para as cidades do boom da guerra. Há um aumento nas indústrias de defesa de Louisville, tornando-se uma parte vital do esforço da América na Segunda Guerra Mundial e na economia de Louisville. As indústrias vão desde a produção de borracha sintética, pólvora sem fumaça, projéteis de artilharia e peças de veículos. Muitas indústrias também passaram a criar produtos para o esforço de guerra, como a Ford Motor Company, que converteu sua fábrica para produzir jipes militares. Além disso, a empresa Hillerich &amp; Bradsby, inicialmente fabricante de tacos de beisebol, se converteu em fabricar coronhas. Durante a guerra, houve uma escassez de trabalhadores na indústria de defesa. Os afro-americanos aproveitaram a oportunidade para preencher os empregos perdidos nas indústrias durante a guerra, cerca de 4,3 milhões de migrações intra-estaduais e 2,1 milhões de migrações interestaduais nos estados do sul. A indústria de defesa em Louisville atinge um pico de cerca de 80.000 empregos. No início, a oferta de emprego não estava aberta para afro-americanos. Ainda assim, com a necessidade crescente de empregos na indústria de defesa e a assinatura do Comitê de Práticas Justas de Emprego por Franklin D. Roosevelt, as indústrias do sul começaram a aceitar os afro-americanos no local de trabalho.

### Galeria

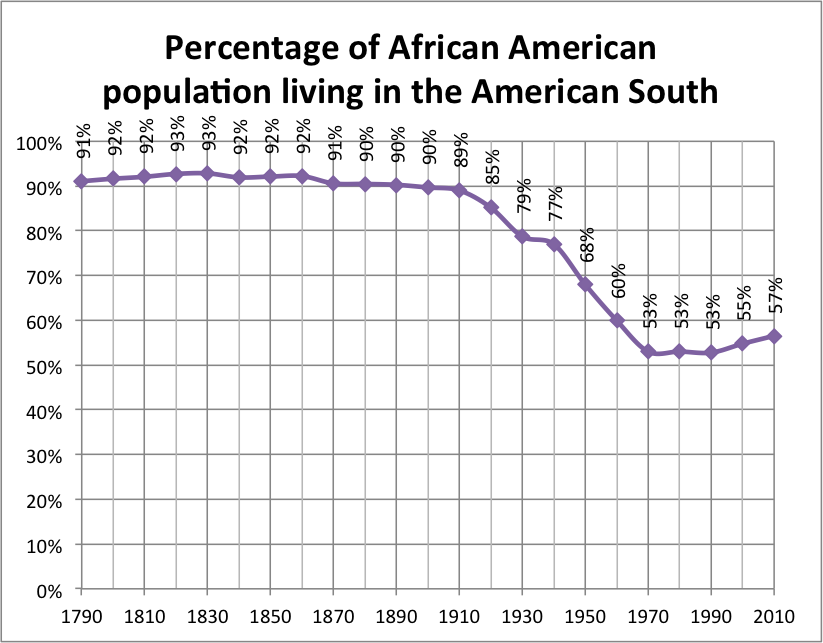
Gráfico mostrando a porcentagem da população afro-americana que vive no sul dos Estados Unidos, 1790–2010
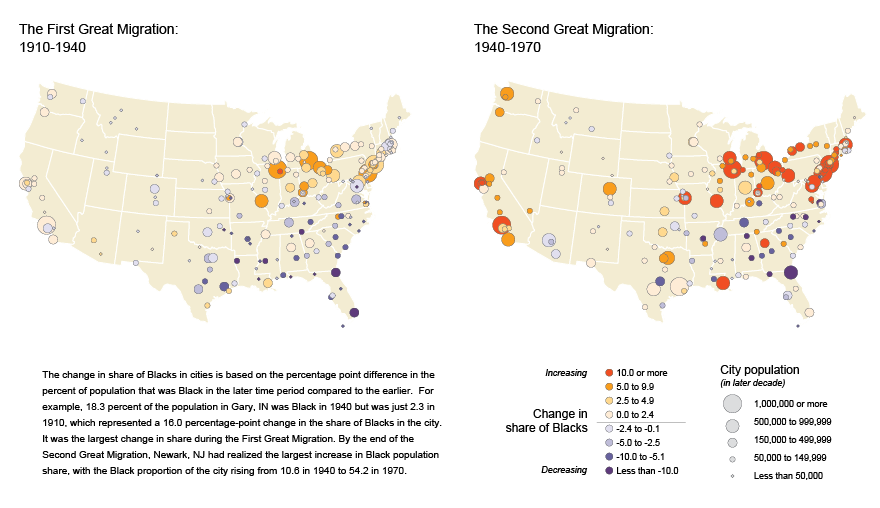
A grande migração mostrada por mudanças na parcela afro-americana das populações das principais cidades dos EUA, 1910–40 e 1940–70
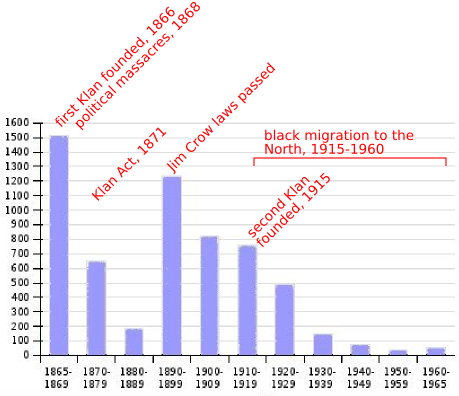
Assassinatos por motivação racial por década de 1865 a 1965.

## Mudanças culturais
Depois de passar das pressões racistas do sul para os estados do norte, os afro-americanos foram inspirados a diferentes tipos de criatividade. A Grande Migração resultou no Renascimento do Harlem, que também foi deflagrado por imigrantes do Caribe. Em seu livro The Warmth of Other Suns, a jornalista ganhadora do Prêmio Pulitzer Isabel Wilkerson discute a migração de "seis milhões de sulistas negros [saindo] do terror da era Jim Crow para uma existência incerta no Norte e no Meio-Oeste".
A luta dos migrantes afro-americanos para se adaptarem às cidades do norte foi o tema da série de pinturas de Jacob Lawrence sobre a migração, criada quando ele era um jovem em Nova York. Exibida em 1941 no Museu de Arte Moderna, a Série de Lawrence atraiu grande atenção; ele foi rapidamente percebido como um dos mais importantes artistas afro-americanos da época.
A Grande Migração teve efeitos na música, bem como em outros assuntos culturais. Muitos cantores de blues migraram do Delta do Mississippi para Chicago para escapar da discriminação racial. Muddy Waters, Chester Burnett e Buddy Guy estão entre os artistas de blues mais conhecidos que migraram para Chicago. O grande pianista nascido no Delta, Eddie Boyd, disse à revista Living Blues: "Pensei em vir para Chicago, onde poderia me livrar desse racismo e onde teria a oportunidade de, bem, fazer algo com meu talento. . . . Não era fácil [em Chicago], cara, mas era muito melhor do que lá onde eu nasci. "

## Efeitos

### Mudanças demográficas
A Grande Migração drenou grande parte da população negra rural do Sul e, por um tempo, congelou ou reduziu o crescimento da população afro-americana em partes da região. Em vários estados, houve décadas de declínio da população negra, especialmente em todo o "cinturão negro" do Deep South, onde o algodão tinha sido o rei. A migração mudou a demografia do sul. Em 1910, os afro-americanos constituíam a maioria da população da Carolina do Sul e do Mississippi, e mais de 40% na Geórgia, Alabama, Louisiana e Texas; em 1970, apenas no Mississippi a população afro-americana constituía mais de 30% do total do estado. "O desaparecimento do 'cinturão negro' foi um dos efeitos marcantes" da Grande Migração, escreveu James Gregory.
No Mississippi, os negros diminuíram de cerca de 56% da população em 1910 para cerca de 37% em 1970, permanecendo a maioria apenas em alguns condados do Delta . Na Geórgia, os negros diminuíram de cerca de 45% da população em 1910 para cerca de 26% em 1970. Na Carolina do Sul, os negros diminuíram de cerca de 55% da população em 1910 para cerca de 30% em 1970.
A crescente presença negra fora do Sul mudou a dinâmica e a demografia de inúmeras cidades no Nordeste, Centro-Oeste e Oeste. Em 1900, apenas 740.000 afro-americanos viviam fora do Sul, apenas 8% do total da população negra do país. Em 1970, mais de 10,6 milhões de afro-americanos viviam fora do Sul, 47% do total da nação.
Como os migrantes se concentraram nas grandes cidades do norte e oeste, sua influência foi ampliada nesses locais. Cidades que eram praticamente todas brancas no início do século se tornaram centros da cultura e da política negra em meados do século. A segregação residencial e o redlining levaram a concentrações de negros em certas áreas. As "metrópoles negras" do norte desenvolveram uma importante infraestrutura de jornais, empresas, clubes de jazz, igrejas e organizações políticas que serviram de base para novas formas de política racial e novas formas de cultura negra.
Como resultado da Grande Migração, as primeiras grandes comunidades negras urbanas se desenvolveram nas cidades do norte além de Nova York, Boston, Baltimore, Washington DC e Filadélfia, que tinham comunidades negras mesmo antes da Guerra Civil e atraíram migrantes após a guerra. Estima-se, de maneira conservadora, que 400.000 afro-americanos deixaram o Sul de 1916 a 1918 para aproveitar a escassez de mão de obra nas cidades industriais durante a Primeira Guerra Mundial.
Em 1910, a população afro-americana de Detroit era de 6.000. A Grande Migração, junto com os imigrantes do sul e do leste europeu, bem como seus descendentes, transformou rapidamente a cidade na quarta maior do país. No início da Grande Depressão em 1929, a população afro-americana da cidade havia aumentado para 120.000.
Em 1900-01, Chicago tinha uma população total de 1.754.473. Em 1920, a cidade tinha adicionado mais de 1 milhão de residentes. Durante a segunda onda da Grande Migração (1940-60), a população afro-americana na cidade cresceu de 278.000 para 813.000.

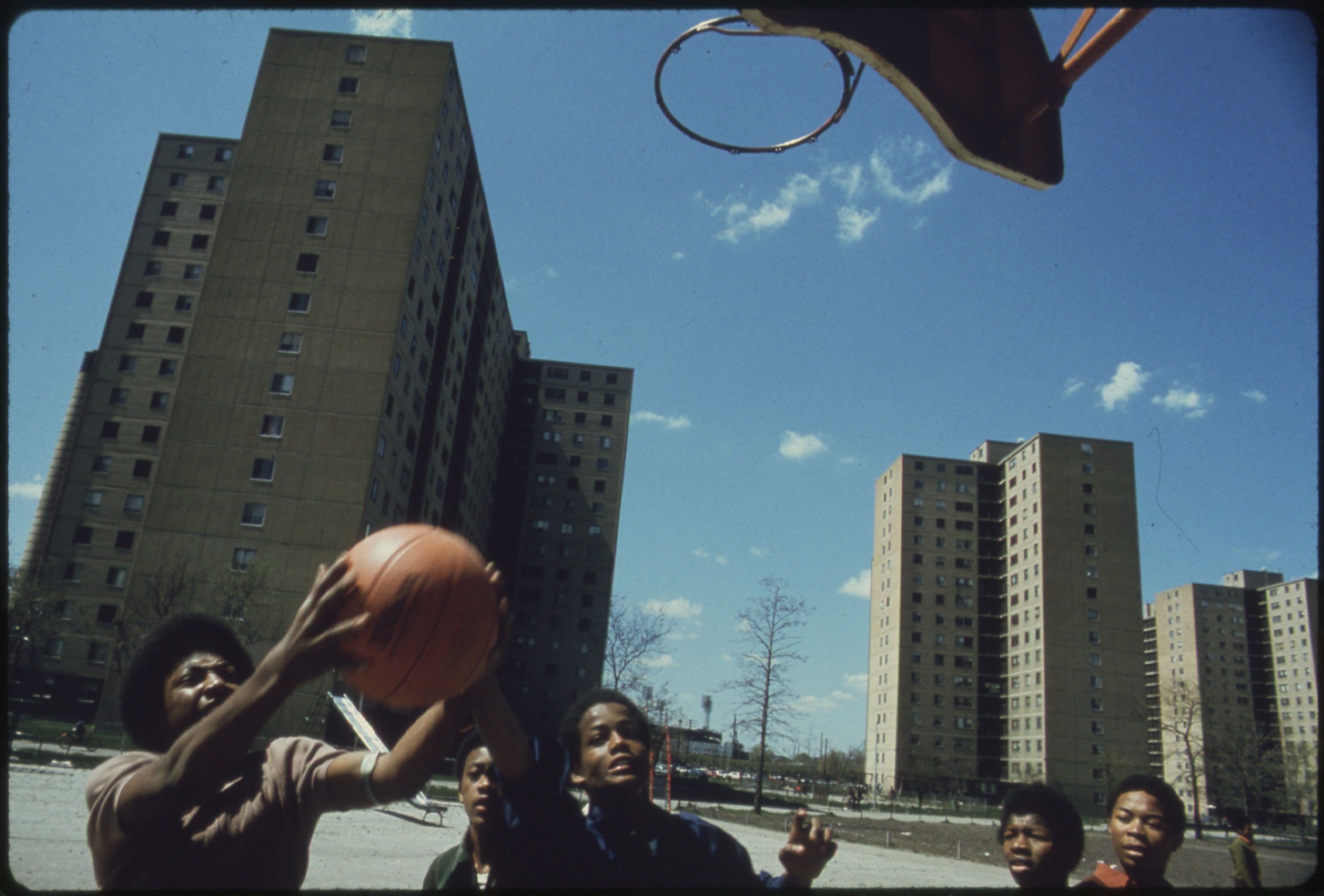
Jovens afro-americanos jogam basquete no conjunto habitacional Stateway Gardens, em Chicago, em 1973

O fluxo de afro-americanos para Ohio, principalmente para Cleveland, mudou a demografia do estado e sua principal cidade industrial. Antes da Grande Migração, cerca de 1,1% a 1,6% da população de Cleveland era afro-americana. Em 1920, 4,3% da população de Cleveland era afro-americana. O número de afro-americanos em Cleveland continuou a aumentar nos 20 anos seguintes da Grande Migração.
Outras cidades industriais do nordeste e do meio-oeste, como Filadélfia, Nova York, Baltimore, Pittsburgh, St. Louis e Omaha, também tiveram aumentos dramáticos em suas populações afro-americanas. Na década de 1920, o Harlem de Nova York se tornou um centro da vida cultural negra, influenciado pelos migrantes americanos e também pelos novos imigrantes da área do Caribe. 
Cidades industriais médias que foram destinos para vários migrantes negros foram Buffalo, Rochester, Boston, Milwaukee, Minneapolis, Kansas City, Columbus, Cincinnati, Grand Rapids e Indianápolis, e cidades industriais menores, como Chester, Gary, Dayton, Erie, Toledo, Youngstown, Peoria, Muskegon, Newark, Flint, Saginaw, New Haven e Albany. As pessoas costumavam pegar a passagem de trem mais barata possível e ir para áreas onde tinham parentes e amigos. Por exemplo, muitas pessoas do Mississippi mudaram-se diretamente para o norte de trem para Chicago, do Alabama para Cleveland e Detroit, da Geórgia e Carolina do Sul para a cidade de Nova York, Baltimore, Washington DC e Filadélfia e, na segunda migração, do Texas, Louisiana, e Mississippi para Oakland, Los Angeles, Portland, Phoenix, Denver e Seattle . 

### Discriminação e condições de trabalho

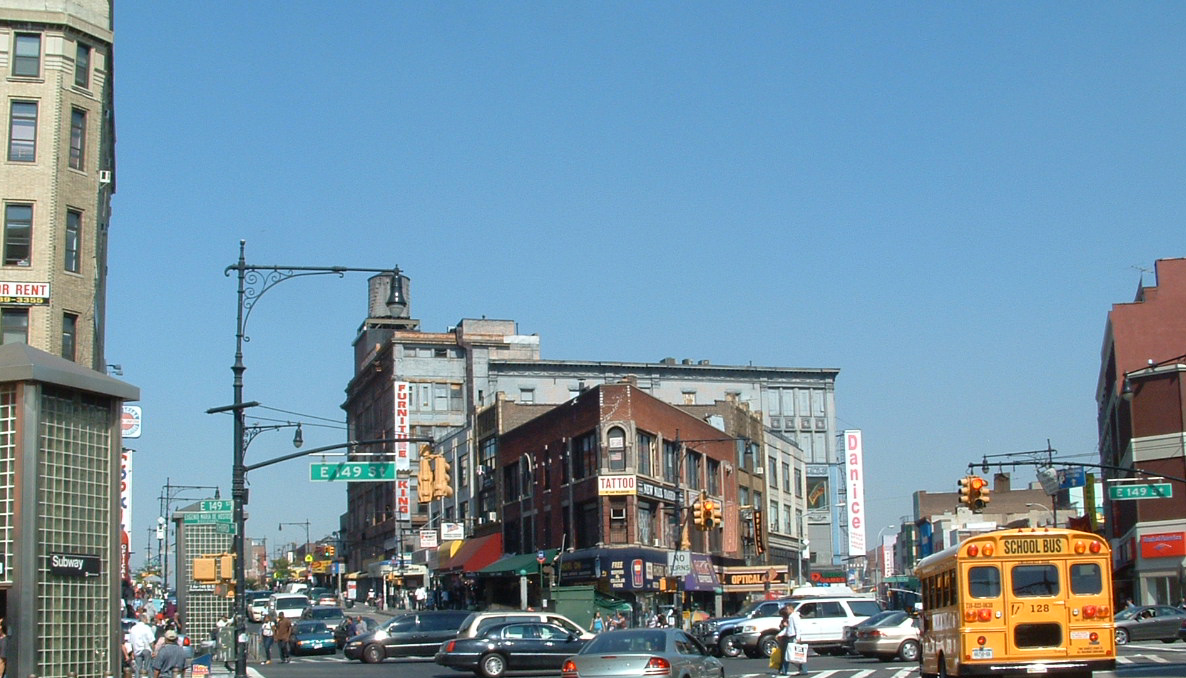
The Hub é o centro do varejo de South Bronx, na cidade de Nova York.

Afro-americanos instruídos foram mais capazes de obter empregos após a Grande Migração, eventualmente ganhando certa mobilidade de classe, mas os migrantes encontraram formas significativas de discriminação. Com tantas pessoas migrando em um curto período de tempo, os migrantes afro-americanos muitas vezes eram ressentidos pela classe trabalhadora europeia-americana urbana (muitos dos quais eram eles próprios imigrantes recentes); temendo sua capacidade de negociar taxas de pagamento ou emprego seguro, os brancos étnicos se sentiram ameaçados pelo influxo de nova concorrência no trabalho. Às vezes, aqueles que estavam mais temerosos ou ressentidos foram os últimos imigrantes do século XIX e os novos imigrantes do século XX. 
Afro-americanos obtiveram ganhos substanciais no emprego industrial, especialmente nas indústrias siderúrgica, de automóveis, construção naval e frigoríficos. Entre 1910 e 1920, o número de negros empregados na indústria quase dobrou de 500.000 para 901.000. Depois da Grande Depressão, mais avanços ocorreram depois que trabalhadores das indústrias siderúrgica e frigorífica se organizaram em sindicatos nas décadas de 1930 e 1940, no âmbito do Congresso Interracial de Organizações Industriais (CIO). Os sindicatos acabaram com a segregação de muitos empregos, e os afro-americanos começaram a progredir para empregos mais qualificados e posições de supervisão anteriormente reservadas informalmente para brancos.
Entre 1940 e 1960, o número de negros em ocupações gerenciais e administrativas dobrou, junto com o número de negros em ocupações de colarinho branco, enquanto o número de trabalhadores agrícolas negros em 1960 caiu para um quarto do que era em 1940. Além disso, entre 1936 e 1959, a renda dos negros em relação à renda dos brancos mais do que dobrou em várias profissões especializadas. Apesar da discriminação no emprego, os negros tiveram taxas de participação na força de trabalho mais altas do que os brancos em todos os Censos dos EUA de 1890 a 1950. Como resultado desses avanços, a porcentagem de famílias negras vivendo abaixo da linha da pobreza caiu de 87% em 1940 para 47% em 1960 e para 30% em 1970.
As populações aumentaram tão rapidamente entre os migrantes afro-americanos e os novos imigrantes europeus que houve escassez de moradias na maioria das grandes cidades. Com menos recursos, os grupos mais novos foram forçados a competir pelas moradias mais antigas e degradadas. Grupos étnicos criaram territórios que defendiam contra mudanças. A discriminação frequentemente restringia os afro-americanos a bairros populosos. As populações mais estabelecidas das cidades tenderam a se mudar para moradias mais novas à medida que se desenvolviam nas periferias. A discriminação de hipotecas e linhas vermelhas em áreas centrais das cidades limitaram a capacidade dos migrantes afro-americanos mais novos de determinar sua própria moradia ou obter um preço justo. No longo prazo, o National Housing Act de 1934 contribuiu para limitar a disponibilidade de empréstimos para áreas urbanas, particularmente aquelas habitadas por afro-americanos.

### Integração e segregação

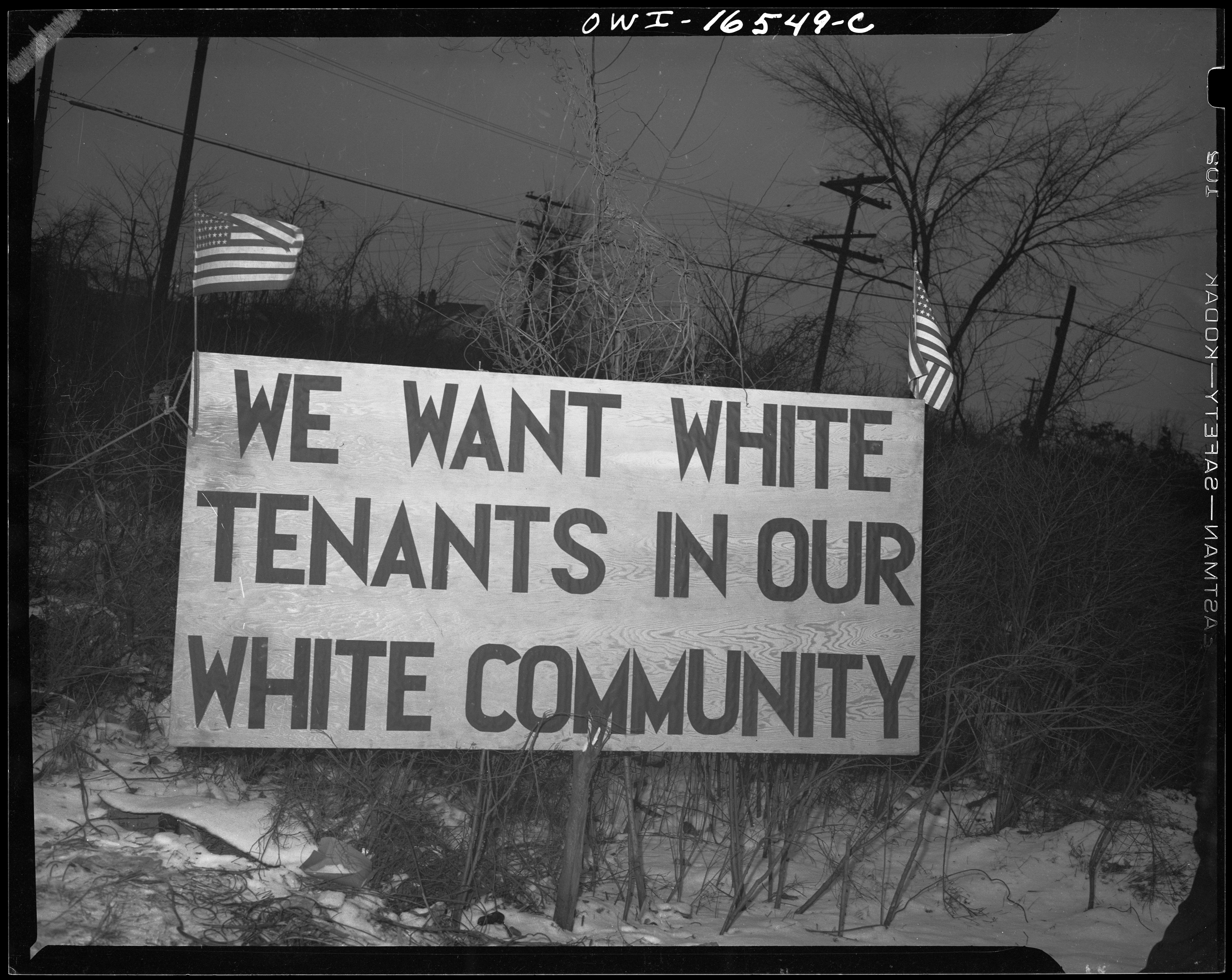
Inquilinos brancos que procuravam evitar que negros se mudassem para o projeto habitacional Sojourner Truth em Detroit ergueram esta placa em 1942

Em cidades como Newark, Nova York e Chicago, os afro-americanos tornaram-se cada vez mais integrados à sociedade. À medida que viviam e trabalhavam mais intimamente com os euro-americanos, a divisão tornou-se cada vez mais indefinida. Este período marcou a transição para muitos afro-americanos de estilos de vida de agricultores rurais para o de trabalhadores industriais urbanos.
Essa migração deu origem a um boom cultural em cidades como Chicago e Nova York. Em Chicago, por exemplo, o bairro de Bronzeville ficou conhecido como a "Metrópole Negra (Black Metropolis)". De 1924 a 1929, a "Metrópole Negra" estava no auge de seus anos dourados. Muitos dos empresários da comunidade eram negros durante esse período. "A fundação da primeira ACM afro-americana ocorreu em Bronzeville, e buscou ajudar imigrantes recém-chegados a encontrar empregos na cidade de Chicago." O isolamento geográfico e racial do "Black Belt" desta comunidade, limitada a norte e leste por brancos e a sul e oeste por áreas industriais e bairros de imigrantes étnicos, tornou-a um local para o estudo do desenvolvimento de uma comunidade urbana negra. Para as pessoas urbanizadas, comer alimentos adequados em um ambiente higiênico e civilizado, como em casa ou num restaurante, era um ritual social que indicava um nível de respeitabilidade. O povo nativo de Chicago tinha orgulho do alto nível de integração nos restaurantes de Chicago, que eles atribuíam às suas maneiras inatacáveis e gostos refinados.
Visto que os migrantes afro-americanos retinham muitos traços culturais e linguísticos do sul, tais diferenças culturais criaram uma sensação de "alteridade" em termos de sua recepção por outros que já moravam nas cidades. Estereótipos atribuídos aos negros durante esse período e nas gerações subsequentes muitas vezes derivavam das tradições culturais rurais dos migrantes afro-americanos, que eram mantidos em forte contraste com os ambientes urbanos em que as pessoas residiam.

## Reação branca sulista
O início da Grande Migração expôs um paradoxo nas relações raciais no Sul dos Estados Unidos naquela época. Embora os negros fossem tratados com extrema hostilidade e sujeitos à discriminação legal, a economia do sul dependia profundamente deles como uma fonte abundante de mão de obra barata, e os trabalhadores negros eram vistos como o fator mais crítico para o desenvolvimento econômico do sul. Um político da Carolina do Sul resumiu o dilema: "Politicamente falando, há muitos negros, mas do ponto de vista industrial há espaço para muitos mais."
Quando a Grande Migração começou na década de 1910, as elites brancas do sul pareciam despreocupadas, e os industriais e plantadores de algodão viram isso como algo positivo, pois estava sugando o excedente de mão de obra industrial e agrícola. À medida que a migração aumentou, no entanto, as elites do sul começaram a entrar em pânico, temendo que um êxodo prolongado dos negros levasse o Sul à falência, e os editoriais dos jornais alertaram para o perigo. Os empregadores brancos eventualmente perceberam e começaram a expressar seus temores. Os sulistas brancos logo começaram a tentar conter o fluxo a fim de evitar a hemorragia de sua oferta de trabalho, e alguns até começaram a tentar lidar com os baixos padrões de vida e a opressão racial vivida pelos negros do sul para induzi-los a ficar.
Como resultado, os empregadores do sul aumentaram seus salários para igualar os oferecidos no norte, e alguns empregadores individuais até se opuseram aos piores excessos das leis Jim Crow. Quando as medidas não conseguiram conter a maré, os sulistas brancos, em conjunto com as autoridades federais que temiam a ascensão do nacionalismo negro, cooperaram na tentativa de coagir os negros a permanecer no sul. A Southern Metal Trades Association pediu uma ação decisiva para impedir a migração negra, e alguns empregadores empreenderam esforços sérios contra isso. O maior fabricante de aço do sul se recusou a descontar cheques enviados para financiar a migração negra, esforços foram feitos para restringir o acesso de ônibus e trens para os negros, agentes foram estacionados em cidades do norte para reportar sobre níveis salariais, sindicalização e o aumento do nacionalismo negro, e jornais foram pressionados a desviar mais cobertura para aspectos negativos da vida negra no Norte. Uma série de diretivas locais e federais foram postas em prática com o objetivo de restringir a mobilidade negra, incluindo decretos locais contra a vadiagem, leis de "trabalhar ou lutar" exigindo que todos os homens sejam empregados ou sirvam no exército e ordens de recrutamento. Intimidação e espancamento também foram usados para aterrorizar os negros e fazê-los ficar. Essas táticas de intimidação foram descritas pelo Secretário do Trabalho, William B. Wilson, como interferindo com "o direito natural dos trabalhadores de se deslocarem de um lugar para outro por conta própria".
Durante a onda de migração que ocorreu na década de 1940, os sulistas brancos ficaram menos preocupados, pois a mecanização da agricultura no final da década de 1930 resultou em outro excedente de mão-de-obra, de modo que os fazendeiros do sul ofereceram menos resistência.
Os negros não foram o único grupo a deixar o Sul em busca de oportunidades industriais no Norte. Um grande número de brancos pobres da Appalachia e Upland South fizeram a jornada para o meio-oeste e nordeste após a Segunda Guerra Mundial, um fenômeno conhecido como Hillbilly Highway.

## Estatisticas
| Região                | 1900  | 1910  | 1920  | 1930  | 1940  | 1950  | 1960  | 1970  | 1980  | Mudança na porcentagem de negros da população total entre 1900 e 1980 <br> |
| --------------------- | ----- | ----- | ----- | ----- | ----- | ----- | ----- | ----- | ----- | -------------------------------------------------------------------------- |
| </img> Estados Unidos | 11,6% | 10,7% | 9,9%  | 9,7%  | 9,8%  | 10,0% | 10,5% | 11,1% | 11,7% | + 0,1%                                                                     |
| Nordeste              | 1,8%  | 1,9%  | 2,3%  | 3,3%  | 3,8%  | 5,1%  | 6,8%  | 8,9%  | 9,9%  | + 8,1%                                                                     |
| Centro Oeste          | 1,9%  | 1,8%  | 2,3%  | 3,3%  | 3,5%  | 5,0%  | 6,7%  | 8,1%  | 9,1%  | + 7,2%                                                                     |
| Sul                   | 32,3% | 29,8% | 26,9% | 24,7% | 23,8% | 21,7% | 20,6% | 19,1% | 18,6% | -19,7%                                                                     |
| Oeste                 | 0,7%  | 0,7%  | 0,9%  | 1,0%  | 1,2%  | 2,9%  | 3,9%  | 4,9%  | 5,2%  | + 4,5%                                                                     |

| Estado               | Região       | 1900  | 1910  | 1920  | 1930  | 1940  | 1950  | 1960  | 1970  | 1980  | Mudança na porcentagem de negros na população total entre 1900 e 1980 |
| -------------------- | ------------ | ----- | ----- | ----- | ----- | ----- | ----- | ----- | ----- | ----- | --------------------------------------------------------------------- |
| Estados Unidos       | N/A          | 11.6% | 10.7% | 9.9%  | 9.7%  | 9.8%  | 10.0% | 10.5% | 11.1% | 11.7% | +0.1%                                                                 |
| Alabama              | Sul          | 45.2% | 42.5% | 38.4% | 35.7% | 34.7% | 32.0% | 30.0% | 26.2% | 25.6% | -19.6%                                                                |
| Alaska               | Oeste        | 0.3%  | 0.3%  | 0.2%  | 0.2%  | 0.2%  |       | 3.0%  | 3.0%  | 3.4%  | +3.1%                                                                 |
| Arizona              | Oeste        | 1.5%  | 1.0%  | 2.4%  | 2.5%  | 3.0%  | 3.5%  | 3.3%  | 3.0%  | 2.8%  | +1.3%                                                                 |
| Arkansas             | Sul          | 28.0% | 28.1% | 27.0% | 25.8% | 24.8% | 22.3% | 21.8% | 18.3% | 16.3% | -11.2%                                                                |
| California           | Oeste        | 0.7%  | 0.9%  | 1.1%  | 1.4%  | 1.8%  | 4.4%  | 5.6%  | 7.0%  | 7.7%  | +6.0%                                                                 |
| Colorado             | Oeste        | 1.6%  | 1.4%  | 1.2%  | 1.1%  | 1.1%  | 1.5%  | 2.3%  | 3.0%  | 3.5%  | +1.9%                                                                 |
| Connecticut          | Nordeste     | 1.7%  | 1.4%  | 1.5%  | 1.8%  | 1.9%  | 2.7%  | 4.2%  | 6.0%  | 7.0%  | +6.3%                                                                 |
| Delaware             | Sul          | 16.6% | 15.4% | 13.6% | 13.7% | 13.5% | 13.7% | 13.6% | 14.3% | 16.1% | -0.5%                                                                 |
| Distrito de Colúmbia | Sul          | 31.1% | 28.5% | 25.1% | 27.1% | 28.2% | 35.0% | 53.9% | 71.1% | 70.3% | +38.2%                                                                |
| Florida              | Sul          | 43.7% | 41.0% | 34.0% | 29.4% | 27.1% | 21.8% | 17.8% | 15.3% | 13.8% | -29.9%                                                                |
| Georgia              | Sul          | 46.7% | 45.1% | 41.7% | 36.8% | 34.7% | 30.9% | 28.5% | 25.9% | 26.8% | -16.2%                                                                |
| Hawaii               | Oeste        | 0.2%  | 0.4%  | 0.1%  | 0.2%  | 0.1%  | 0.5%  | 0.8%  | 1.0%  | 1.8%  | +1.6%                                                                 |
| Idaho                | Oeste        | 0.2%  | 0.2%  | 0.2%  | 0.2%  | 0.1%  | 0.2%  | 0.2%  | 0.3%  | 0.3%  | +0.1%                                                                 |
| Illinois             | Centro-Oeste | 1.8%  | 1.9%  | 2.8%  | 4.3%  | 4.9%  | 7.4%  | 10.3% | 12.8% | 14.7% | +12.9%                                                                |
| Indiana              | Centro-Oeste | 2.3%  | 2.2%  | 2.8%  | 3.5%  | 3.6%  | 4.4%  | 5.8%  | 6.9%  | 7.6%  | +5.3%                                                                 |
| Iowa                 | Centro-Oeste | 0.6%  | 0.7%  | 0.8%  | 0.7%  | 0.7%  | 0.8%  | 0.9%  | 1.2%  | 1.4%  | +1.2%                                                                 |
| Kansas               | Centro-Oeste | 3.5%  | 3.2%  | 3.3%  | 3.5%  | 3.6%  | 3.8%  | 4.2%  | 4.8%  | 5.3%  | +1.8%                                                                 |
| Kentucky             | Sul          | 13.3% | 11.4% | 9.8%  | 8.6%  | 7.5%  | 6.9%  | 7.1%  | 7.2%  | 7.1%  | -6.2%                                                                 |
| Louisiana            | Sul          | 47.1% | 43.1% | 38.9% | 36.9% | 35.9% | 32.9% | 31.9% | 29.8% | 29.4% | -17.7%                                                                |
| Maine                | Nordeste     | 0.2%  | 0.2%  | 0.2%  | 0.1%  | 0.2%  | 0.1%  | 0.3%  | 0.3%  | 0.3%  | +0.1%                                                                 |
| Maryland             | Sul          | 19.8% | 17.9% | 16.9% | 16.9% | 16.6% | 16.5% | 16.7% | 17.8% | 22.7% | +1.9%                                                                 |
| Massachusetts        | Nordeste     | 1.1%  | 1.1%  | 1.2%  | 1.2%  | 1.3%  | 1.6%  | 2.2%  | 3.1%  | 3.9%  | +2.8%                                                                 |
| Michigan             | Centro-Oeste | 0.7%  | 0.6%  | 1.6%  | 3.5%  | 4.0%  | 6.9%  | 9.2%  | 11.2% | 12.9% | +12.2%                                                                |
| Minnesota            | Centro-Oeste | 0.3%  | 0.3%  | 0.4%  | 0.4%  | 0.4%  | 0.5%  | 0.7%  | 0.9%  | 1.3%  | +1.0%                                                                 |
| Mississippi          | Sul          | 58.5% | 56.2% | 52.2% | 50.2% | 49.2% | 45.3% | 42.0% | 36.8% | 35.2% | -23.3%                                                                |
| Missouri             | Centro-Oeste | 5.2%  | 4.8%  | 5.2%  | 6.2%  | 6.5%  | 7.5%  | 9.0%  | 10.3% | 10.5% | +5.3%                                                                 |
| Montana              | Oeste        | 0.6%  | 0.2%  | 0.3%  | 0.2%  | 0.2%  | 0.2%  | 0.2%  | 0.3%  | 0.2%  | -0.4%                                                                 |
| Nebraska             | Centro-Oeste | 0.6%  | 0.6%  | 1.0%  | 1.0%  | 1.1%  | 1.5%  | 2.1%  | 2.7%  | 3.1%  | +2.5%                                                                 |
| Nevada               | Oeste        | 0.3%  | 0.6%  | 0.4%  | 0.6%  | 0.6%  | 2.7%  | 4.7%  | 5.7%  | 6.4%  | +6.1%                                                                 |
| New Hampshire        | Nordeste     | 0.2%  | 0.1%  | 0.1%  | 0.2%  | 0.1%  | 0.1%  | 0.3%  | 0.3%  | 0.4%  | +0.2%                                                                 |
| New Jersey           | Nordeste     | 3.7%  | 3.5%  | 3.7%  | 5.2%  | 5.5%  | 6.6%  | 8.5%  | 10.7% | 12.6% | +9.9%                                                                 |
| Novo México          | Oeste        | 0.8%  | 0.5%  | 1.6%  | 0.7%  | 0.9%  | 1.2%  | 1.8%  | 1.9%  | 1.8%  | +1.0%                                                                 |
| New York             | Nordeste     | 1.4%  | 1.5%  | 1.9%  | 3.3%  | 4.2%  | 6.2%  | 8.4%  | 11.9% | 13.7% | +12.3%                                                                |
| Carolina do Norte    | Sul          | 33.0% | 31.6% | 29.8% | 29.0% | 27.5% | 25.8% | 24.5% | 22.2% | 22.4% | -10.6%                                                                |
| Dakota do Norte      | Oeste        | 0.1%  | 0.1%  | 0.1%  | 0.1%  | 0.0%  | 0.0%  | 0.1%  | 0.4%  | 0.4%  | +0.3%                                                                 |
| Ohio                 | Centro-Oeste | 2.3%  | 2.3%  | 3.2%  | 4.7%  | 4.9%  | 6.5%  | 8.1%  | 9.1%  | 10.0% | +7.7%                                                                 |
| Oklahoma             | Sul          | 7.0%  | 8.3%  | 7.4%  | 7.2%  | 7.2%  | 6.5%  | 6.6%  | 6.7%  | 6.8%  | +0.2%                                                                 |
| Oregon               | Oeste        | 0.3%  | 0.2%  | 0.3%  | 0.2%  | 0.2%  | 0.8%  | 1.0%  | 1.3%  | 1.4%  | +1.1%                                                                 |
| Pennsylvania         | Nordeste     | 2.5%  | 2.5%  | 3.3%  | 4.5%  | 4.7%  | 6.1%  | 7.5%  | 8.6%  | 8.8%  | +6.3%                                                                 |
| Rhode Island         | Nordeste     | 2.1%  | 1.8%  | 1.7%  | 1.4%  | 1.5%  | 1.8%  | 2.1%  | 2.7%  | 2.9%  | +0.8%                                                                 |
| Carolina do Sul      | Sul          | 58.4% | 55.2% | 51.4% | 45.6% | 42.9% | 38.8% | 34.8% | 30.5% | 30.4% | -28.0%                                                                |
| Dakota do Sul        | Oeste        | 0.1%  | 0.1%  | 0.1%  | 0.1%  | 0.1%  | 0.1%  | 0.2%  | 0.2%  | 0.3%  | +0.2%                                                                 |
| Tennessee            | Sul          | 23.8% | 21.7% | 19.3% | 18.3% | 17.4% | 16.1% | 16.5% | 15.8% | 15.8% | -8.0%                                                                 |
| Texas                | Sul          | 20.4% | 17.7% | 15.9% | 14.7% | 14.4% | 12.7% | 12.4% | 12.5% | 12.0% | -8.0%                                                                 |
| Utah                 | Oeste        | 0.2%  | 0.3%  | 0.3%  | 0.2%  | 0.2%  | 0.4%  | 0.5%  | 0.6%  | 0.6%  | +0.4%                                                                 |
| Vermont              | Nordeste     | 0.2%  | 0.5%  | 0.2%  | 0.2%  | 0.1%  | 0.1%  | 0.1%  | 0.2%  | 0.2%  | +0.0%                                                                 |
| Virginia             | Sul          | 35.6% | 32.6% | 29.9% | 26.8% | 24.7% | 22.1% | 20.6% | 18.5% | 18.9% | -16.7%                                                                |
| Washington           | Oeste        | 0.5%  | 0.5%  | 0.5%  | 0.4%  | 0.4%  | 1.3%  | 1.7%  | 2.1%  | 2.6%  | +2.1%                                                                 |
| Virgínia Ocidental   | Sul          | 4.5%  | 5.3%  | 5.9%  | 6.6%  | 6.2%  | 5.7%  | 4.8%  | 3.9%  | 3.3%  | -1.2%                                                                 |
| Wisconsin            | Centro-Oeste | 0.1%  | 0.1%  | 0.2%  | 0.4%  | 0.4%  | 0.8%  | 1.9%  | 2.9%  | 3.9%  | +3.8%                                                                 |
| Wyoming              | Oeste        | 1.0%  | 1.5%  | 0.7%  | 0.6%  | 0.4%  | 0.9%  | 0.7%  | 0.8%  | 0.7%  | -0.3%                                                                 |